# 棉團鐵線蓮

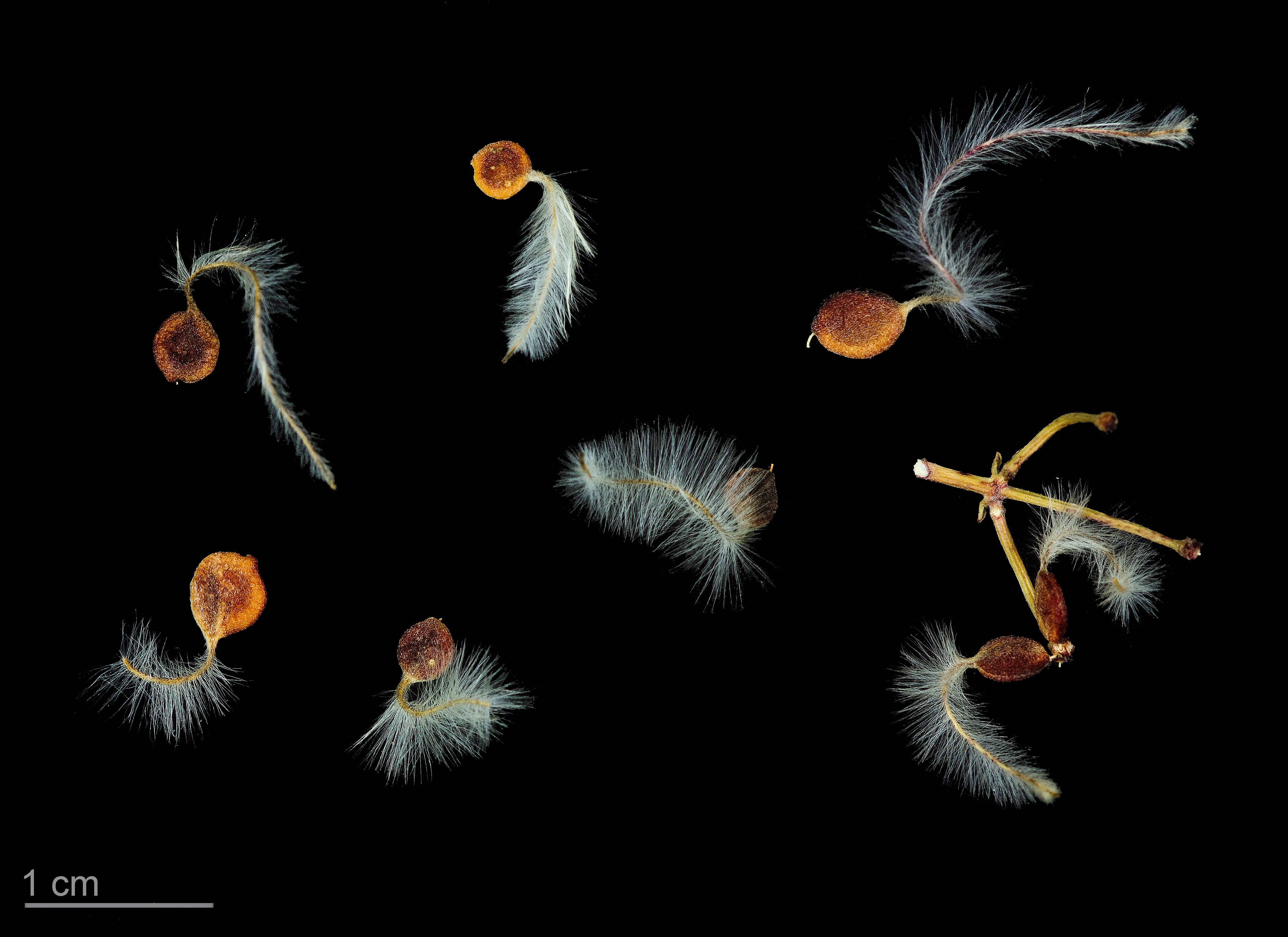
Clematis flammula

棉團鐵線蓮（學名：Clematis hexapetala），別稱鐵腳威靈仙、狹葉鐵線蓮、威靈仙、靈仙、山蓼、山姜、山辣椒秧、棉花花、棉花團、棉花團花、棉花子花、棉花繭子、山棉花、山棉花秧、野棉花、黑薇、黑漢子腿、搜山虎、驢籠頭菜、馬籠頭、鐵掃帚、依日會、依日繪、依日繪哈得衣日－查干－額布斯及 哈得衣日音-查干-額布斯等，為毛茛科鐵線蓮屬植物。

## 分佈
棉團鐵線蓮現分佈於中國、蒙古、日本、韓國、俄羅斯西伯利亞東部等，中國國內主要分佈於東北等北方一帶如：山東、山西、陝西、河北、甘肅東部、吉林、遼寧、內蒙古、黑龍江及中南地區等省區，長江流域等南方地帶較為稀見，分佈於乾旱的荒漠、沙丘地帶，喜生於山坡草地或沙丘之上。

## 形態特徵
棉團鐵線蓮是一種直立多年生草本植物，高約30－120厘米，高可達1米。根莖粗壯，鬚根多數，黑褐色；莖直立，圓柱形，上部疏披短柔毛或近無毛，基部木質化，具縱紋，基部處有時具1對單葉或枯葉裂成纖維狀。

### 葉
葉片綠色，乾後常變為黑色，近革質，對生，單葉至複葉，一至二回奇數羽狀分裂，具柄，長可達15厘米；葉柄基部稍加寬，微抱莖，疏披長柔毛，長約0.5－3.5厘米；小葉5枚，上部小葉不分裂，中部小葉常為2裂，下部小葉為不等的2或3全裂或深裂；裂片長橢圓形、橢圓形、線狀披針形、披針形或線形，先端凸尖、銳尖或有時鈍，基部漸狹，表面暗綠色，背面綠色，兩面或沿葉脈疏披長柔毛或近無毛，兩面葉脈顯著，網脈突出，全緣，基部2－3裂，長約1.5－10厘米，寬約0.1－3厘米，同一植株上可同時出現寬僅約1或可達2毫米的裂片。

### 花
花為聚傘花序或為圓錐狀、總狀聚傘花序，頂生或腋生，常有花3枚，或有時花單生；花白色，直徑約2－5厘米；花梗披伸展的柔毛；苞葉線形或線狀披針形；萼片白色，常為6枚，少為4－8枚，狹倒卵形或長橢圓形，先端圓形，外面密披白色棉毛，內部無毛，花蓄時呈棉花球狀，開花時萼片平展，後遂漸向下反折，長約1－3厘米 ，寬約0.3－1.5 厘米；無花瓣；雄蕊多數，無毛，長約9毫米；花藥黃色，條形；花絲褐色，絲狀，無毛，與花藥近等長或較長，藥室側向開裂；心皮密披柔毛，多數；子房密披白色長柔毛。

### 果
果為瘦果，多數，扁平，倒卵形或卵狀菱形，密披緊貼的短柔毛，長約45毫米，寬約8毫米；先端宿存花柱，羽毛狀，披灰白色長柔毛，長約2.2厘米。

## 醫藥用途
棉團鐵線蓮以乾燥的根及根莖入藥，中藥名為威靈仙，藥材主產於山東及东北等地，味辛、鹹、微苦，性溫，小毒，具祛風除濕、通絡止痛等功效，主治風濕痹痛、屈伸不利、筋脈拘攣、肢體麻木、腳氣腫痛、骨哽咽喉、痰飲積聚等症狀，現代藥理研究表明棉團鐵線蓮具抗微生物、抗利尿、鎮痛、引產、保護心肌缺血、促進膽汁分泌等作用。

## 藥材鑑定
中藥威靈仙以乾燥根及根莖入藥，於秋季採挖，清除泥沙及地上部份等雜質後曬乾；本品根莖呈短柱狀，表面棕褐至棕黑色，長約1－4厘米，直徑約0.5－1厘米；根部斷面呈圓形，長約4－20厘米，直徑約0.1－0.2厘米。本種與同屬的威靈仙（Clematis chinensis ）及東北鐵線蓮（Clematis mandshurica）同時收錄於《中國藥典》2005年版中，定為中藥威靈仙的法定原植物來源種之一。本種與威靈仙及東北鐵線蓮的化學成份大致相同，只分別在本種不含威靈仙皂苷，另含有鐵線蓮苷B。

## 外部連結
- （简体中文）. 中國植物圖像庫.   [October 9, 2011]. （原始内容存档于2016-03-04）.
- （简体中文）. 中國自然標本館.CFH 物種相冊.   [October 9, 2011].[]
- （简体中文）. 植物通.   [October 9, 2011].
- 棉團鐵線蓮 Miantuantexianlian （页面存档备份，存于） 藥用植物圖像數據庫 (香港浸會大學中醫藥學院) （中文）（英文）
- 威靈仙 Weilingxian （页面存档备份，存于） 中藥材圖像數據庫 (香港浸會大學中醫藥學院)

 維基物種上的相關：棉團鐵線蓮
 维基共享资源上的相關多媒體資源：棉團鐵線蓮